# Andy Sundstrøm
Andy Sundstrøm (født 1940) er en dansk guitarist og komponist.
Han er uddannet som klassisk guitarist på Musikkonservatoriet i København, og han har selv undervist på konservatoriet i 11 år.
Han blev i 1982 tilknyttet Danmarks Radio, men var allerede i 1970erne freelance komponist for Radioteatret.
I Danmarks Radio var han udsendelsesproducent, studievært og lydproducer for Radiounderholdningsorkestret.
Ved siden af sit radioarbejde har Andy Sundstrøm komponeret musik til dansk film og teater, bl.a. til Jens Jørgen Thorsens, Stille dage i Clichy og Nørrebros Teaters opsætning af Othello.
I 1996 udgav han sammen med kgl. operasanger Aage Haugland en cd med 24 digte af Tom Kristensen og som mandolin-spiller har han medvirket på en cd med Radiounderholdningsorkestret og Dario Campeotto.
Han har optrådt med Trille, Birgitte Grimstad og Cæsar, og han har komponeret mange viser, der er blevet indspillet på plader og udgivet i sangbøger.